# Cosy Prisons
«Cosy Prisons» es el cuarto y último sencillo del octavo álbum de a-ha, Analogue.
El tema está escrito por Magne Furuholmen y producido por éste, Martin Terefe y George Tanderø.
La canción es la tercera del álbum Analogue.

## Sencillo
El sencillo fue lanzado el 17 de abril de 2006, sólo en el Reino Unido, como el segundo sencillo en esa zona. Se planeó una lanzamiento para Alemania para el 21 de abril, y de hecho se llegaron a manufacturar copias, pero fue finalmente cancelado. El sencillo está disponible en formatos CD y 7" y existe una versión descargable desde iTunes.
| Formato | Temas |
| ------- | --- |
| 7"      | 1. "Cosy Prisons (Radio Mix)" (3:58) 2. "Stay on These Roads (BBC Radio 2 Ken Bruce Session)" (?) |
| iTunes  | 1. "Cosy Prisons (BBC Radio 2 Ken Bruce Session)" (4:04). |
| CD      | - Reino Unido: 1. "Cosy Prisons (Radio Mix)" (3:58) 2. "The Sun Always Shines on T.V. (BBC Radio 2 Ken Bruce Session)" (5:19) - Alemania (cancelado): 1. "Cosy Prisons (Radio Version)" (3:58) 2. "Cosy Prisons (Live Ken Bruce Session Radio 2)" (4:04) 3. "Cosy Prisons (Original Cosy Demo)" (4:07) 4. "Birthright (Live Version)" (4:32) 5. Desktop Player (incl. "Cosy Prisons" video y galería de imágenes). |

## Vídeo musical
El vídeo fue grabado el 4 de marzo de 2006 en Londres en el Abbey Mills Pumping Station y fue dirigido por Paul Gore. El vídeo consiste en el banda interpretando el tema en el interior del edificio con efectos especiales añadidos que simular un incendio.
- Datos: Q3327024